# Ab Gmelig Meyling
Albertus Wilhelm (Ab) Gmelig Meyling (Amsterdam, 20 april 1909 – aldaar, 7 augustus 1991) was een Nederlands architect die zowel in Nederlands-Indië, Indonesië als in Nederland werkzaam was.
Vanaf 1937 was hij adjunct-directeur van het ingenieursbureau Ingenegeren-Vrijburg N.V., en ontwierp of verbouwde veel gebouwen in met name Bandoeng. In de periode 1942-1945 zat hij in het jappenkamp te Cimahi; daarna pakte hij zijn werk weer op. In 1947 werd hij aangesteld als buitengewoon lector aan de Technische Hogeschool Bandoeng, wat hij tot in 1955 bleef. Tot 1957 bleef hij in Indonesië werken, daarna keerde hij naar Nederland terug. Van 1963 tot 1 mei 1974 was hij werkzaam bij het architectenbureau Zanstra, Gmelig Meyling en De Clerq Zubli.
Zijn werkarchief berust in het Nederlands Architectuurinstituut.

## Publicaties
- Het nieuwe gebouw voor de Perhimpunan Ilmu Alam Indonesia (v/h Koninklijke Natuurkundige Vereniging) te Bandung, Bandung: Vorkink 1956